# Густав Клуцис
Густав Клуцис (на латвийски: Gustavs Klucis) е латвийски художник, фотограф и дизайнер, работил главно в Русия.
Роден е на 16 януари (4 януари стар стил) 1895 година край Руиена, Лифландска губерния, в латвийско семейство. Учи рисуване във Валмиера, Рига, Петроград и Москва. През Първата световна война служи в частите на Латвийските стрелци и участва в Руската гражданска война на страната на болшевиките. След това се включва в авангардисткото движение в изкуството, става един от пионерите на фотомонтажа, както и водеща фигура в течението на конструктивизма. На 17 януари 1938 година, по време на Голямата чистка, е арестуван и е обвинен в участие в тероризъм и участие в организация на латвийски националисти.
Густав Клуцис е разстрелян на 26 февруари 1938 година край Москва.